# Hospitalero
Hospitalero/a es la persona encargada del cuidado de un hospital, o también, aunque está en desuso, la que hospeda en su casa.
En el Camino de Santiago, recibe este nombre la persona que, de forma voluntaria, colabora en el mantenimiento y cuidado del albergue de peregrinos. Esta persona tiene que haber realizado el Camino de Santiago y atiende a los peregrinos difundiendo la historia, el arte y la cultura del entorno donde se sitúa el albergue, así como resolviendo las dudas y preguntas sobre la ruta.